# 吉爾西克 (大米海利夫卡區)
46°58′15″N 29°55′48″E / 46.97083°N 29.93000°E
希爾斯凱（烏克蘭語：Гірське）是位於烏克蘭西南部的村莊，由敖德萨州羅茲季利納區的大米哈伊利夫卡市鎮負責管轄。該村始建於1858年，面積0.48平方公里，海拔高度21米，2001年人口214，人口密度每平方公里445.83人。